# Periscyphis albomarginatus
Periscyphis albomarginatus is een pissebed uit de familie Eubelidae. De wetenschappelijke naam van de soort is voor het eerst geldig gepubliceerd in 1997 door Taiti, Ferrara & Allspach.